# Музыкальный момент
Музыка́льный моме́нт (фр. moment musical, мн. ч. moments musicaux) — фортепианная пьеса, родственная экспромту. Название призвано натолкнуть слушателя на мысль об импровизационном характере музыки, схватывающей некое «мимолётное» художественное впечатление.

## Краткая характеристика

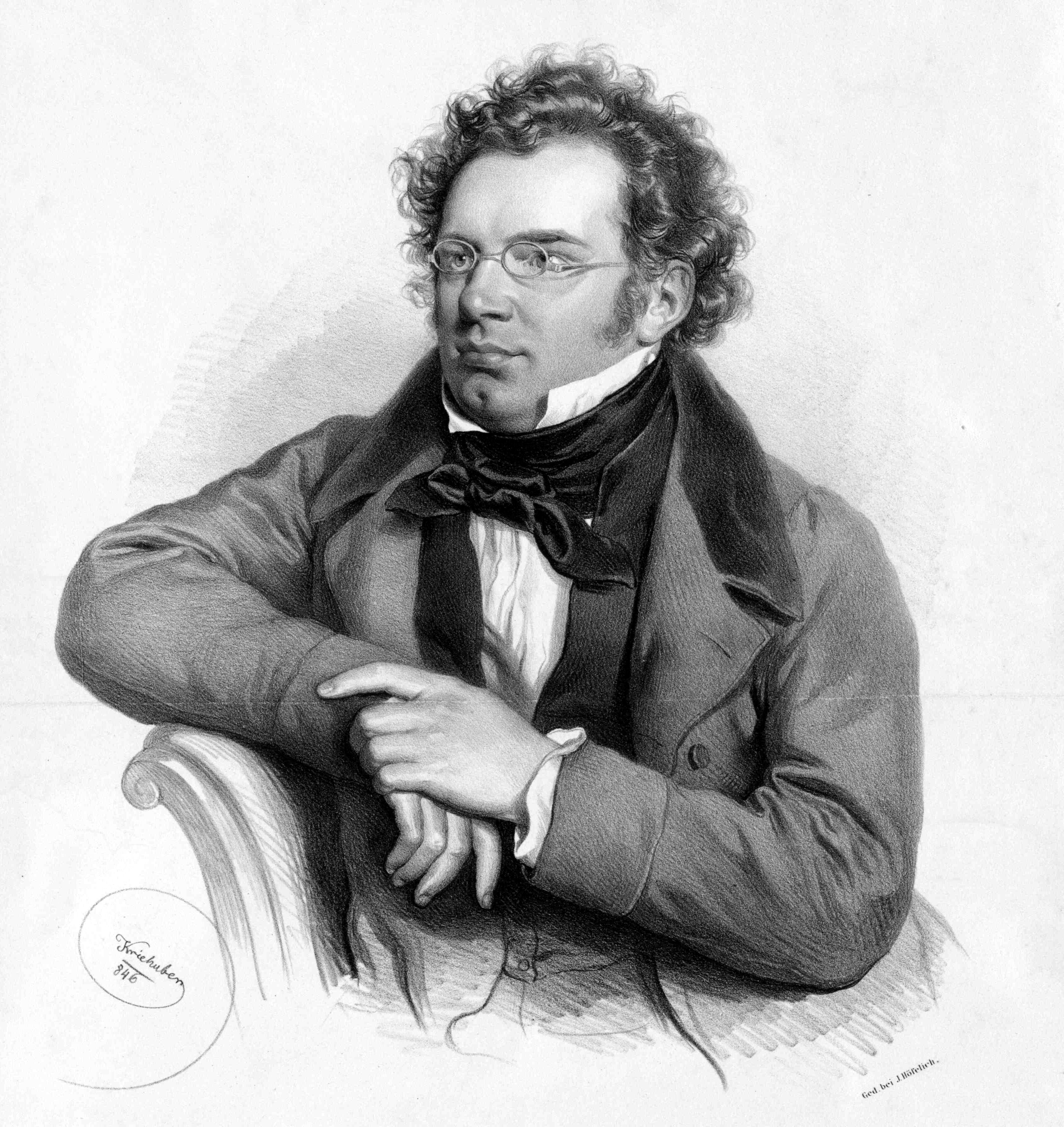
Франц Шуберт, создатель музыкальных моментов

Термин «Музыкальный момент» обязан эпохе западноевропейского музыкального романтизма. В 1823—1828 годах Франц Шуберт написал 6 фортепианных пьес (op. 94; D 780):
1. C-dur (Moderato)
2. As-dur (Andantino)
3. f-moll (Allegro moderato)
4. cis-moll (Moderato)
5. f-moll (Allegro vivace)
6. As-dur (Allegretto)

Пьесы были изданы М. Лейдесдорфом в сборнике 1828 года под общим заглавием «Музыкальные моменты», причём на французском языке. Незадолго до того Лейдесдорф опубликовал собственные пьесы под названием «Moments mélancoliques» и, таким образом, в шубертовском сборнике продолжил обыгрывать хорошую, как ему казалось, «маркетинговую» находку.
Содержащееся в заглавии слово «момент» может вызвать представление о краткости, «миниатюрности» музыкальной пьесы (ср. «Мимолётности» С. С. Прокофьева). В действительности только №№ 3 и 5 шубертовского сборника кратки, остальные — протяжённые музыкальные композиции (от 5 до 7 минут в аудиозаписи), особенно № 6, который в интерпретациях С. Т. Рихтера второй половины 1950-х гг. звучит от 9 до 11 минут (т.е. по продолжительности равен классическому сонатному Аллегро).
Из написанных в дальнейшем музыкальных моментов известны 6 моментов С. В. Рахманинова (op. 16, 1896) и 3 момента М. Мошковского (op. 7). Ключевое слово также используется в заголовках произведений Л. Берио («Моменты», 1960) и К. Штокхаузена («Моменты» для сопрано, 4 хоров и 13 инструментов; 1962).

## Использование в кино
- Волга, Волга (Музыкальный момент Шуберта)
- Маски-шоу (телесериал) (Музыкальный момент № 3 Шуберта)
- Интерны (Музыкальный момент Шуберта)